# 芋川玄爾
芋川 玄爾（いもかわ げんじ、1947年 - ）は、日本のスキンサイエンス研究者。スキンサイエンス研究所所長及び宇都宮大学バイオサイエンス教育研究センター特任教授。医学博士。専攻分野は、皮膚科学、化粧品科学、細胞生物学、生化学など。

## 人物・経歴
新潟県新潟市生まれ。名古屋大学工学部応用科学修士課程修了後、花王株式会社研究所を経て、神戸大学医学部皮膚科研究生となる。花王株式会社ではビオレやキュレルシリーズの開発を行った。同大で医学博士を取得後、計8大学の医学部皮膚科にて非常勤講師を歴任。2007年に東京工科大学応用生物学部教授に就任。中部大学生物機能開発研究所客員教授、アメリカ合衆国オハイオ大学Eduson Biotechnology Institute客員教授を経て、現在スキンサイエンス研究所所長及び宇都宮大学バイオサイエンス教育研究センター特任教授。
肌表面角層内の細胞間脂質の主成分である「セラミド」の重要な機能としての水分保持機能（保湿機能）の発見者である。また、アトピー性皮膚炎が角層のセラミド減少による乾燥バリアー障害に起因する乾燥バリアー病であることを見出し、アトピー皮膚でのセラミド減少を引き起こす特異酵素スフィンゴミエリンデアシラーゼ酵素も発見した。さらに、合成疑似セラミドをデザインし、老人性乾皮症やアトピー性皮膚のスキンケア―への応用を切り開いた。
シミの本質的原因因子が表皮細胞でのパラクリンサイトカイン・エンドセリンやステムセルファクターの産生分泌亢進にあることを見出し、紫外線によるしわ発生に真皮線維芽細胞内での novelエラスチン分解酵素ネプリライシンの発現亢進が関与していることを発見した。

## 略歴
- 1971/3 名古屋大学工学部応用化学科修士課程修了。花王株式会社研究所入所[1]
- 1976/4-1984/3 神戸大学医学部皮膚科研究生
- 1984/2 神戸大学医学部皮膚科にて医学博士取得
- 1985/4-1992/3 山梨医科大学・非常勤講師　皮膚科
- 1986/4-1989/3 帝京大学医学部・非常勤講師　皮膚科
- 1989/4-2012/3 東京女子医科大学・非常勤講師　皮膚
- 1997/4-2008/3 山梨医科大学・非常勤講師　皮膚科
- 1997/4-2008/3 三重大学医学部・非常勤講師　皮膚科
- 1999/4-2001/3 宇都宮大学工学部・客員教授
- 2002/3-2003/3 浜松医科大学・非常勤講師　皮膚科
- 2003/4-2009/3 信州大学医学部・委嘱講師　皮膚科
- 2004/4-2012/3 東京慈恵会医科大学・非常勤講師　皮膚科
- 2005/4-2013/3 弘前大学医学部・学部長講師　皮膚科
- 2005/12 花王株式会社　退職[1]
- 2006/1-現在 スキンサイエンス研究所　所長
- 2007/1-2012/3 東京工科大学応用生物学部・教授[1]
- 2010/4-2020/3 中部大学・生物機能開発研究所・客員教授[1]
- 2012/4-2014/3 東京工科大学応用生物学部・客員教授
- 2013/9-2014/8 韓国/明知大学・客員教授
- 2016/9-2020/8 米国/Ohio University・Eduson Biotechnology Institute・客員教授
- 2016/10-現在 宇都宮大学バイオサイエンス教育研究センター・特任教授

## 受賞歴
- 1981年 第33回皮膚科学会西部支部学術大会金賞
- 1987年 日本油化学協会賞
- 1990年 日本産業皮膚衛生協会学術奨励賞
- 1992年 第25回日本化学工業協会技術賞
- 1993年 第41回日本化学会化学技術賞
- 2000年 The Society of Cosmetic Chemists（USA）, The Society’s 2000 Literature Award
- 2006年 The Society of Cosmetic Chemists, The Joseph P. Ciaudelli Award as the Best Article on Hair Care Technology
- 2014年 セラミド研究会特別功労賞
- 2020年 紺綬褒章[1][3]
- 2023年　清寺眞記念賞[4]

## 著書
- 『機能性化粧品素材開発のための実験法―in vitro/細胞/組織培養―』、シーエムシー出版<バイオテクノロジーシリーズ>、2007年6月、ISBN 978-4882316893
- 『化粧品・医薬部外品開発のためのヒト皮膚測定　試験マニュアル』、技術情報協会　２００７年１０月　ISBN 978-4-86104-170-9 C3047